# Зикте
Зикте (нем. Sickte) — община в Германии, в земле Нижняя Саксония.
Входит в состав района Вольфенбюттель. Подчиняется управлению Зикте. Население составляет 5759 человек (на 31 декабря 2010 года). Занимает площадь 25,27 км².
Коммуна подразделяется на 4 сельских округа.
| Год  | Население |
| ---- | --------- |
| 1990 | 4552      |
| 1995 | 4956      |
| 2000 | 5584      |
| 2005 | 5757      |
| 2010 | 5788      |